# Zwartbuiktangare
De zwartbuiktangare (Ramphocelus melanogaster) is een zangvogel uit de familie Thraupidae (tangaren).

## Verspreiding en leefgebied
Deze soort is endemisch in Peru en telt 2 ondersoorten:
- R. m. melanogaster: het noordelijke deel van Centraal-Peru.
- R. m. transitus: het oostelijke deel van Centraal-Peru.